# Criminal
Criminal är en låt av den amerikanska artisten Britney Spears. Låten är den fjärde singeln ifrån hennes sjunde album Femme Fatale.

## Listplaceringar
| Lista (2011)        | Topplacering |
| ------------------- | ------------ |
| Belgien (Vallonien) | 24           |
| Danmark             | 39           |
| Finland             | 11           |
| Frankrike           | 13           |
| Schweiz             | 33           |
| Sverige             | 36           |